# الدومين
قرية الدومين هي إحدى القرى التابعة لمركز بلقاس في محافظة الدقهلية في جمهورية مصر العربية. حسب إحصاءات سنة 2006، بلغ إجمالي السكان في الدومين 14888 نسمة، منهم 7527 رجل و7361 امرأة.